# Северное Поле
Северное Поле — упразднённое село в Ромненском районе Амурской области, Россия. Исключено из учётных данных в 1974 году.

## География
Село располагалось на правобережье реки Чергаль (приток Горбыля), на расстоянии примерно 4 километров (по прямой) к северу от села Братолюбовка.

## История
В 1930—1950-е годы в селе действовал колхоз «Северное поле».
Решением Амурского исполкома от 7 июня 1974 года № 253, село Северное Поле исключено из учётных данных как несуществующее.